# RocknRolla
RocknRolla is een Britse misdaadfilm uit 2008 geschreven en geregisseerd door Guy Ritchie. De productie werd opgenomen in Londen en kwam op 5 september 2008 uit in het Verenigd Koninkrijk. In Nederland kwam de film uit op 23 oktober 2008 en in België op 12 oktober 2008 tijdens het internationaal filmfestival van Gent.
RocknRolla won een Empire Award voor beste Britse film.

## Verhaal
In het Londen van voor de kredietcrisis denkt de kruimeldief One Two (Gerard Butler) een slag te slaan met de aankoop van een pand, maar hij heeft buiten de afspraken van de onderlinge pandjesbazen en gangsterbazen gerekend.
Dus zit hij ineens met een schuld aan mensen waar je geen schuld wil hebben. Hij belandt bij een gevaarlijk milieu waar Britse en Russische gangsters elkaar de loef afsteken.

## Rolverdeling
| Auteur               | Rol            |
| -------------------- | -------------- |
| Gerard Butler        | One Two        |
| Tom Wilkinson        | Lenny Cole     |
| Thandie Newton       | Stella         |
| Mark Strong          | Archie         |
| Idris Elba           | Mumbles        |
| Chris Bridges        | Mickey         |
| Jeremy Piven         | Roman          |
| Tom Hardy            | 'Handsome' Bob |
| Toby Kebbell         | Johnny Quid    |
| Jamie Campbell Bower | Rocker         |